# Witkowice (województwo mazowieckie)
Witkowice – wieś w Polsce położona w województwie mazowieckim, w powiecie sochaczewskim, w gminie Młodzieszyn. Ma status sołectwa.
| SIMC    | Nazwa            | Rodzaj    |
| ------- | ---------------- | --------- |
| 0732329 | Witkowice        | część wsi |
| 0732281 | Witkowice Duże   | część wsi |
| 0732306 | Witkowice Małe   | część wsi |
| 0732298 | Witkowice-Łaźnia | część wsi |
| 0732312 | Witkowice-Parcel | część wsi |

Wieś ciągnie się na dość długim odcinku drogi łączącej Kamion z Sochaczewem.
Prywatna wieś szlachecka położona była w drugiej połowie XVI wieku w powiecie gąbińskim ziemi gostynińskiej województwa rawskiego. W latach 1975–1998 miejscowość należała administracyjnie do województwa skierniewickiego.
W 1939 roku w czasie kampanii wrześniowej miejsce przeprawy przez Bzurę Armii „Poznań” i „Pomorze” (w odwrocie do Warszawy) po przegranej bitwie nad Bzurą. Dla upamiętnienia wydarzeń z tamtego okresu, przy moście im. gen. Tadeusza Kutrzeby, łączącym Witkowice z Brochowem, postawiono trzy pomniki ku czci poległym oraz drewniany krzyż z datami 1939 i 2003.